# Xbox Game Studios
Xbox Game Studios je divize společnosti Microsoft, která se zabývá produkováním videoher a je zodpovědná za vývoj a vydávání her pro platformy Xbox, Xbox 360, Xbox One, Games for Windows a Windows Phone. Byla založena roku 2002 jako Microsoft Game Studios, ve stejné době, kdy byl vydán první Xbox. V roce 2011 byla přejmenována na Microsoft Studios. Divize vyvíjí a publikuje hry ve spojení s dalšími vývojovými studii, které patří pod její značku.

## Historie

### Jako Microsoft Games a Microsoft Game Studios (2000–2011)

Logo Microsoft Game Studios (2001–2011)

Na počátku 90. let vydala společnost Microsoft několik videoher, mezi nimi titul Microsoft Flight Simulator od firmy SubLOGIC a několik kompilací miniher zvaných Microsoft Entertainment Pack. Proslavila se však operačními systém MS-DOS a Microsoft Windows. V roce 1992 se společnost začala více zaměřovat na hry. Oznámila titul Microsoft Golf pro Windows, založený na sérii Links studia Access Software, a rozšířila herní divizi ze dvou na šest lidí se záměrem zadávat více projektů jiným vývojářům.
Microsoft v roce 1999 koupil vývojářské studio FASA Interactive, aby vyvinulo tituly ze série MechWarrior, Access Software a Aces Game Studio, které pracovalo na Flight Simulator. Skupina Games Group též uzavřela s dalšími vývojáři dlouhodobé vydavatelské smlouvy, a to např. se studii Ensemble Studios (Age of Empires, Age of Mythology) a Digital Anvil (Starlancer). Pod vedením Microsoftu došlo k přejmenování FASA Interactive na FASA Studio a z Access Software se stalo Salt Lake Games Studio.
V březnu 2000 Microsoft převedl skupinu Games Group na zcela samostatnou divizi s názvem Microsoft Games; zároveň došlo ke konsolidaci dalších projektů souvisejících s hrami v rámci společnosti. Současně s tím byla veřejně oznámena první konzole Xbox, přičemž Microsoft Games se mělo stát vývojářem a vydavatelem titulů pro konzoli i Windows. Robbie Bach, který zastával vedoucí pozice v zábavních divizích Microsoftu, byl jmenován senior viceprezidentem nové divize, zatímco Ed Fries, jenž byl členem bývalé skupiny Games Group a podílel se na některých jejích akvizicích, byl jmenován jejím viceprezidentem. Shane Kim zastával funkci generálního ředitele. V roce 2001 byla divize přejmenována na Microsoft Game Studios (MGS).

#### 2002
- Microsoft Game Studios získala společnost Rare od Nintenda a bratrů Stamperových, kteří vlastnili většinu společnosti. Jednalo se pravděpodobně o jednu z nejdražších koupí herního vývojového studia v historii, jelikož Rare stálo přibližně 375 milionů dolarů. Výsledkem koupě získala Microsoft Studios také všechen intelektuální majetek společnosti, do kterého patřila také série her Banjo-Kazooie, Conker a Perfect Dark.

#### 2006
- Microsoft Studios oznámila koupi studia Lionhead Studios, které bylo známé sériemi Black & White a Fable.
- Microsoft Studios koupila Massive Incorporated, herní reklamní společnost, která divizi umožnila ještě větší zisky z herních platforem.

#### 2007
- Microsoft Studios oznámila otevření evropské centrály v Readingu, kterou vedl generální manažer Phil Spencer.
- Microsoft Studios rozpustila studio FASA Studio, známé díky sérii MechWarrior.
- Vývojářské studio Bungie, známé sérií Halo, oznámilo oddělení od Microsoft Studios a stalo se nezávislou společností.
- Dne 17. července 2007 bylo oznámeno, že Peter Moore opustil Microsoft Studios a nastoupil do Electronic Arts jako vedoucí sportovní divize.
- V červenci 2007 do Microsoft Studios nastoupil Don Mattrick jako Senior Vice President.

#### 2008
- Microsoft Studios rozpustila vývojáře browserových her Carbonated Games.
- Microsoft Studios založila Xbox Live Productions k zajištění vysoké digitální kvality produktů pro Xbox Live Arcade.
- Microsoft Studios začala najímat pro nové studio 343 Industries, aby převzalo vývoj značky Halo poté, co se původní vývojářské studio Bungie, stalo nezávislou společností. 343 Industries bylo prvně odhaleno jako správce série Halo v polovině roku 2009 spolu s oznámením animovaného projektu Halo Legends.

#### 2009
- Microsoft Studios rozpustila Ensemble Studios (Age of Empires, Age of Mythology) a Aces Studio (Microsoft Flight Simulator) kvůli dopadům ekonomické krize a přestavění vlastního systému vývojářských studií.
- V květnu Microsoft získala kanadské vývojářské studio BigPark a začlenila jej do divize Microsoft Studios.
- Phil Spencer se stal viceprezidentem společnosti, čímž nahradil Shana Kima.
- Microsoft Studios založila Good Science Studio, které mělo vyvíjet software pro Kinect.

#### 2010
- Microsoft Studios založila Mobile Gaming Studio pro vývoj multimédií pro Windows Phone 7.
- Microsoft Studios rozšířila studio Rare o druhý dodatečný tým o 90 lidech v Digbethu pro produkci budoucích titulů.
- Microsoft Studios založila nové interní studio Microsoft Game Studios – Vancouver.
- Microsoft Studios založila nové interní studio Microsoft Flight Development Team, aby vyvinulo Microsoft Flight pro PC.
- V říjnu 2010 byl Don Mattrick jmenován prezidentem sekce Interactive Entertainment Business.

#### 2011
- Microsoft Studios otevřela nová vývojářská studia v Londýně, Redmondu a Victorii.
- Microsoft získala vývojáře indie her Twisted Pixel Games, stojící za tituly 'Splosion Man či The Gunstringer.

### 2012
- Phil Harrison, bývalý šéf světových studií Sony, se přidal k Microsoftu jako ředitel pro Microsoft Studios Europe a IEB.
- Microsoft Studios najala pro nové vývojářské studio v Redmondu – Microsoft Studios – Playful Learning.
- Microsoft Studios najala pro nové vývojářské studio v Redmondu – Microsoft Studios – The Connected Experiences.
- Microsoft Studios získala vývojářské studio Press Play, známé tituly Tentacles a Max and the Magic Marker.
- Microsoft Studios oznámila plány rozšířít Microsoft Studios Victoria na 80 až 100 lidí.
- Microsoft odhalil konečný název pro jejich sportovní zábavní vývojářské studio – Skybox Sports.
- Microsoft odhalil plány otevřít nová herní vývojářské studio v Londýně za účelem vývoje různých free-to-play, online a sociálních her pro platformy Xbox.
- Microsoft zmenšil Microsoft Studios Vancouver kvůli zrušení rodinného titulu "Project Columbia" pro Kinect a oznámil zastavení pokračujícího vývoje free-to-play hry Microsoft Flight pro PC kvůli přehodnocení portfolia.
- Microsoft Game Studios – Vancouver bylo oficiálně přejmenováno na Black Tusk Studios. Jejich cílem bylo vytvořit další velkou značku pro Microsoft Studios, která by konkurovala jejich nejúspěšnější sérii Halo.
- Microsoft najal nové vývojářské studio v Los Angeles, aby vytvořili interaktivní televizní zábavu pro platformy Microsoftu – Microsoft Studios – LA.

### 2013
- Microsoft přejmenoval Microsoft Studios London na "Lift London". Studio se mělo zabývat tvorbou her pro cloud.
- Microsoft Studios oficiálně odhalil Xbox One, a to 21. května 2013.
- Microsoft najal pro Microsoft Studios – EMEA Publishing, aby se zabývla vztahy s vývojáři třetích stran a s vydáváním jejich her pod hlavičkou společnosti Microsoft v regionu EMEA.
- Microsoft najal pro nový tým "Deep Tech" v jejich jednotce Developer and Platform Evangelism (PDE). Nový tým byl pověřen prací s předními vývojáři mimo společnost, aby byly vyvinuty aplikace nové generace pro přední platformy společnosti Microsoft.
- Microsoft Studios oznámila, že během prvních 12 měsíců od vydání, vydá 15 exkluzivních her pro Xbox One, z toho 8 her budou zcela nové značky.
- Phil Harrison, viceprezident Microsoft Interactive Entertainment Business, oznámil, že Microsoft Studios investuje přes 1 miliardu dolarů do exkluzivního herního obsahu pro Xbox One, tedy dvakrát více, než jeho konkurenti.
- Julie Larson-Green byla jmenována ředitelkou divize Xbox a stala se tak nástupcem Dona Mattricka, který 1. července 2013 opustil Microsoft Studios a nastoupil do společnosti Zynga jako Chief Executive Officer.
- Dne 6. prosince 2013 oznámil Microsoft rozhodnutí zavřít studio ve Victorii s vysvětlením, že se soustředí na studio ve Vancouveru – Black Tusk. Nicméně zavřené studio nevyvinulo žádné hry.

### 2014
- Microsoft Studios 11. ledna 2014 oznámila uzavření víceleté vydavatelské smlouvy na několik her se studiem Undead Labs, které vyvinulo titul State of Decay.
- Microsoft 27. ledna 2014 oznámil získání práv na značku Gears of War a oznámil, že série bude pokračovat pod vedením Black Tusk Studios.
- 11. března 2014 se objevila registrace značky pro Leap Experience Pioneers (LXP), tedy pro název interního herního studia společnosti Microsoft, které fungovalo již několik let.
- 31. března 2014 byl Phil Spencer jmenován novým vedoucím pro Xbox a Microsoft Studios.
- Phil Spencer 5. dubna 2014 oznámil, že "několik" interních herních vývojářských studií, která nebyla veřejně odhalena, momentálně pracuje na exkluzivních titulech pro platformu Xbox One.
- 31. května 2014 bylo odhaleno, že Microsoft získal práva na značku „Rise of“ (Rise of Nations a Legend).
- 20. června 2014 potvrdilo studio Lionhead, že mají druhý vývojářský tým, který pracuje na nové herní značce.
- 17. července 2014 Phil Spencer potvrdil, že v následujících měsících bude uzavřeno studio Xbox Entertainment Studios.
- 15. srpna 2014 Phil Spencer potvrdil, že Microsoft Studios uzavřela smlouvu s Crystal Dynamics a Square Enix, a bude se podílet na vývoji a vydání hry Rise of the Tomb Raider.
- 21. srpna 2014 spustilo studio LXP nové webové stránky s několika odkazy na doposud neoznámená vlastní studia Platform Next, Np Studios, SOTA Studios a (FUN)ction Studios.
- 15. září 2014 oznámil Microsoft dohodu o koupi studia Mojang, které vytvořilo Minecraft, spolu s právy na značku Minecraft. Dohoda byla uzavřena 6. listopadu 2014.

## Studia
| Název                        | Sídlo          | Založeno | Získáno | Významné tituly                                                                                          |
| ---------------------------- | -------------- | -------- | ------- | --- |
| The Coalition                | Vancouver      | 2010     | —       | Gears of War                                                                                             |
| Compulsion Games             | Montréal       | 2009     | 2018    | Contrast, We Happy Few a South of Midnight                                                               |
| Double Fine                  | San Francisco  | 2000     | 2019    | Psychonauts, Brütal Legend, Broken Age                                                                   |
| Halo Studios                 | Redmond        | 2007     | —       | Halo |
| The Initiative               | Santa Monica   | 2018     | —       | Perfect Dark                                                                                             |
| inXile Entertainment         | Tustin         | 2002     | 2018    | The Bard's Tale, Wasteland, Hunted: The Demon's Forge, Clockwork Revolution                              |
| Mojang Studios               | Stockholm      | 2009     | 2014    | Minecraft                                                                                                |
| Ninja Theory                 | Cambridge      | 2000     | 2018    | Kung Fu Chaos, Hellblade, Bleeding Edge                                                                  |
| Obsidian Entertainment       | Irvine         | 2003     | 2018    | Pillars of Eternity, The Outer Worlds, Grounded, Pentiment                                               |
| Playground Games             | Leamington Spa | 2010     | 2018    | Forza Horizon, Fable                                                                                     |
| Rare                         | Twycross       | 1985     | 2002    | Battletoads, Killer Instinct, Banjo-Kazooie, Conker, Perfect Dark, Viva Piñata, Sea of Thieves, Everwild |
| Turn 10 Studios              | Redmond        | 2001     | —       | Forza Motorsport                                                                                         |
| Undead Labs                  | Seattle        | 2009     | 2018    | State of Decay                                                                                           |
| World's Edge                 | Redmond        | 2019     | —       | Age of Empires                                                                                           |
| Xbox Game Studios Publishing | Redmond        | 2000     | —       | — |

## Vydané tituly
Hry a série her ve vlastnictví divize:
- Minecraft
- Age of Empires
- Age of Mythology
- Freelancer
- Jetpac
- Microsoft Flight Simulator
- Microsoft Train Simulator
- Rise of Nations
- The Movies
- Zoo Tycoon
- Zoo Tycoon 2
- Fable: the lost of chapter